# Coenosia elegans
Coenosia elegans är en tvåvingeart som beskrevs av Huckett 1965. Coenosia elegans ingår i släktet Coenosia och familjen husflugor. Inga underarter finns listade i Catalogue of Life.